# Кошаркашка репрезентација Данске
Кошаркашка репрезентација Данске представља Данску на међународним кошаркашким такмичењима.

## Учешћа на међународним такмичењима

### Олимпијске игре
Није учествовала

### Светска првенства
Није учествовала

### Европска првенства
| Година         | Турнир                | Пласман               | ИГ                    | П                     | И                     | ДК                    | ПК                    | Разл.                 |
| -------------- | --------------------- | --------------------- | --------------------- | --------------------- | --------------------- | --------------------- | --------------------- | --------------------- |
| 1935. до 1949. | Није учествовала      | Није учествовала      | Није учествовала      | Није учествовала      | Није учествовала      | Није учествовала      | Није учествовала      | Није учествовала      |
| 1951.          | Први круг             | 14. место             | 10                    | 3                     | 7                     | 307                   | 565                   | -258                  |
| 1953.          | Први круг             | 16. место             | 8                     | 0                     | 8                     | 271                   | 635                   | -364                  |
| 1955.          | Први круг             | 18. место             | 8                     | 0                     | 8                     | 277                   | 585                   | -308                  |
| 1957. до 2015. | Није се квалификовала | Није се квалификовала | Није се квалификовала | Није се квалификовала | Није се квалификовала | Није се квалификовала | Није се квалификовала | Није се квалификовала |
| Укупно         | 3/38                  |                       | 26                    | 3                     | 23                    | 855                   | 1785                  | -930                  |